# Bizau

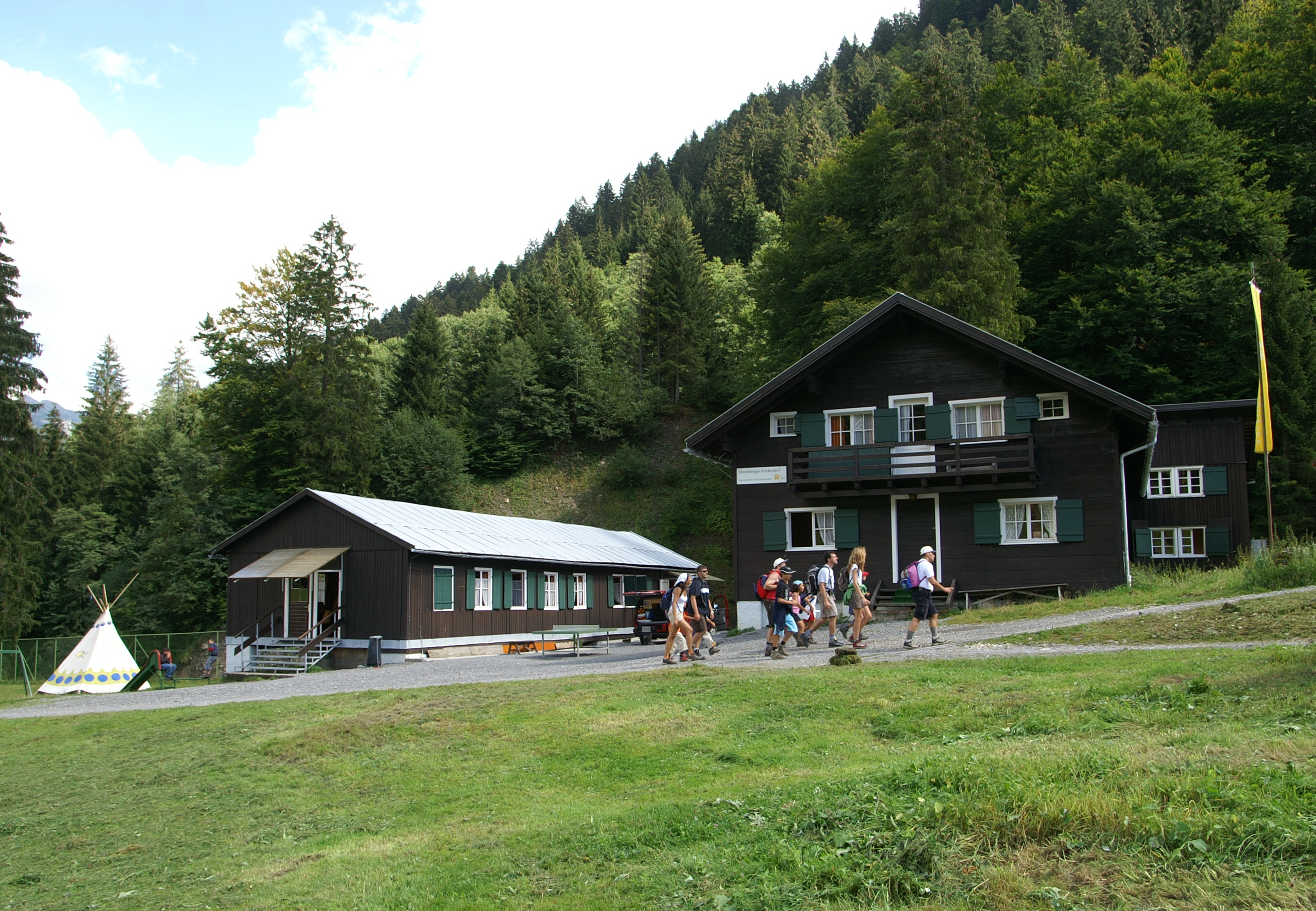
Vorarlberger Kinderdorf

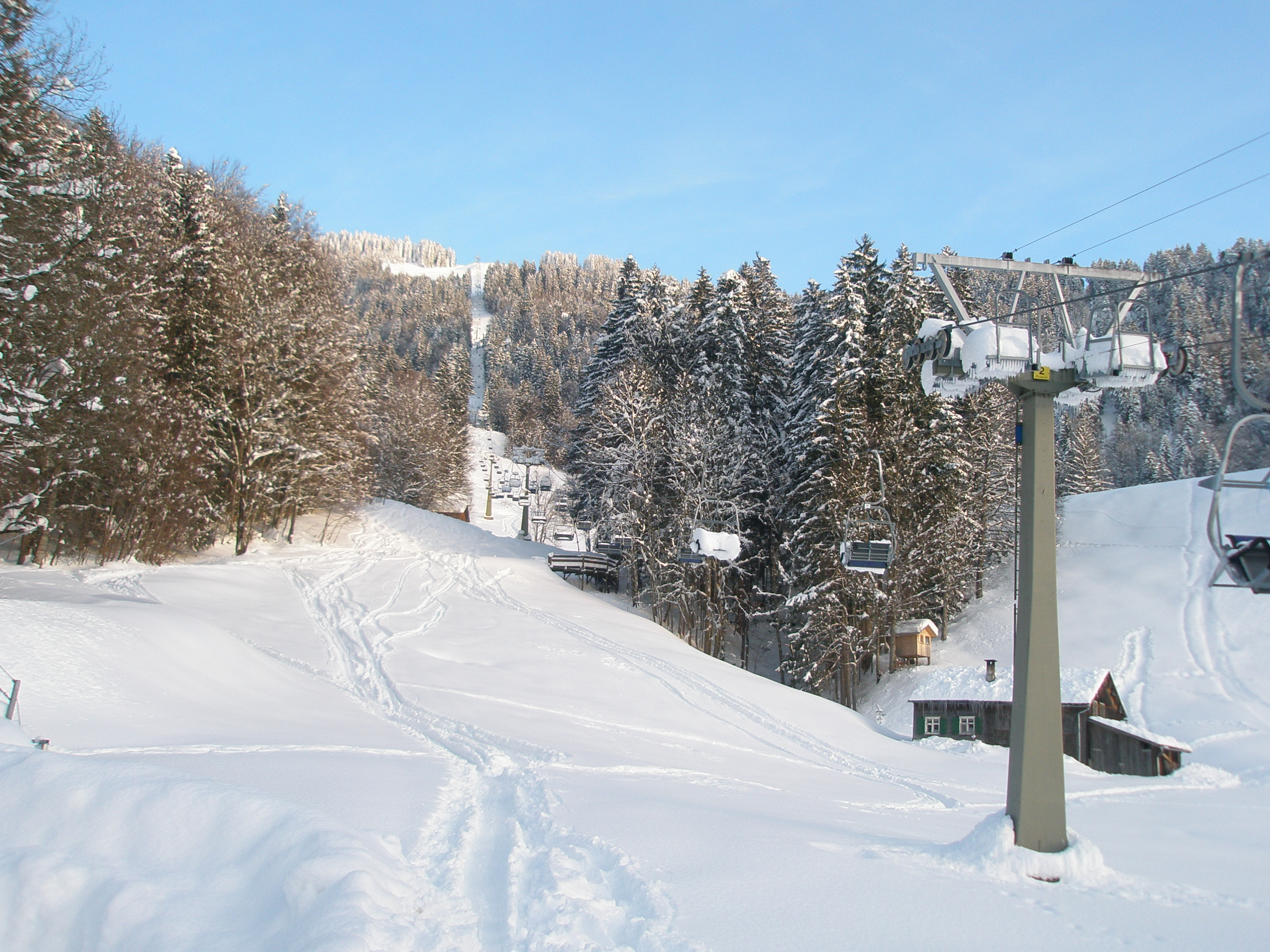
Hirschbergbahnen

Bizau ist eine Gemeinde mit 1117 Einwohnern (Stand 1. Jänner 2024) im Bezirk Bregenz im österreichischen Bundesland Vorarlberg.

## Geografie
Bizau liegt im Bregenzerwald, südöstlich des Bodensees. Das Gemeindegebiet umfasst das Einzugsgebiet des Bizauer Bachs und die oberen Talbereiche von Osterguntenbach und Weißenbach. Der tiefste Punkt der Gemeinde liegt mit 650 Meter Meereshöhe am Talgrund im Westen. Die höchsten Berge sind im Norden der Luguntenkopf mit 1702 Meter und der Hirschberg mit 1834 Meter im Süden. Der 2090 Meter hohe Diedamskopf liegt knapp außerhalb des Gemeindegebietes.
Die Gemeinde hat eine Fläche von 21,08 Quadratkilometer. Davon sind 26 Prozent landwirtschaftliche Nutzfläche, 20 Prozent sind Almen und 45 Prozent Wald.
Es existieren keine weiteren Katastralgemeinden in Bizau.
- Vorsäß Schönenbach: Das etwa 8 Kilometer von Bizau entfernt in der Gemeinde Bezau liegende Vorsäß Schönenbach ist vor allem für die Schneckenlochhöhle und sein Ferienheim bekannt. Für Bizau hat dieses eigentlich zu Bezau gehörende Vorsäß deshalb eine besondere Bedeutung, da es nur über das Bizauer Gemeindegebiet verkehrstechnisch erreichbar ist.

### Nachbargemeinden
Die Gemeinde Bizau hat eine gemeinsame Gemeindegrenze mit vier anderen Vorarlberger Gemeinden, die alle ebenso wie Bizau im politischen Bezirk Bregenz liegen.
|        |                                             | Bezau |
| Reuthe | Kompassrose, die auf Nachbargemeinden zeigt |       |
|        | Schnepfau                                   | Au    |

## Geschichte
Der Name Bizau (mhd: Bützow, mundartlich: Büzau oder Büza) ist zweigeteilt. Der erste Namensteil Biz soll sich aus dem mhd. bütze für Lache/Pfütze ableiten. Der zweite Namensteil au hat im Auwald seine Wurzeln. Bizau wäre somit als die Pfützen-Au zu verstehen.
Die erste Erwähnung des Orts geschah in einer Urkunde Goswin von Ems' aus dem Jahr 1297.
Die Habsburger regierten die Orte in Vorarlberg wechselnd von Tirol und Vorderösterreich (Freiburg im Breisgau) aus. Von 1805 bis 1814 gehörte der Ort zu Bayern, dann wieder zu Österreich. Zum österreichischen Bundesland Vorarlberg gehört Bizau seit der Gründung 1861. Der Ort war 1945 bis 1955 Teil der französischen Besatzungszone in Österreich.

### Bevölkerungsentwicklung
Der Ausländeranteil lag Ende 2002 bei 6,7 Prozent. Von 1991 bis 2001 waren sowohl Wanderungsbilanz als auch Geburtenbilanz positiv. Im folgenden Jahrzehnt wurde dann die Abwanderung stärker als die Zuwanderung, das Defizit konnte aber durch die Geburtenbilanz ausgeglichen werden.

## Kultur und Sehenswürdigkeiten

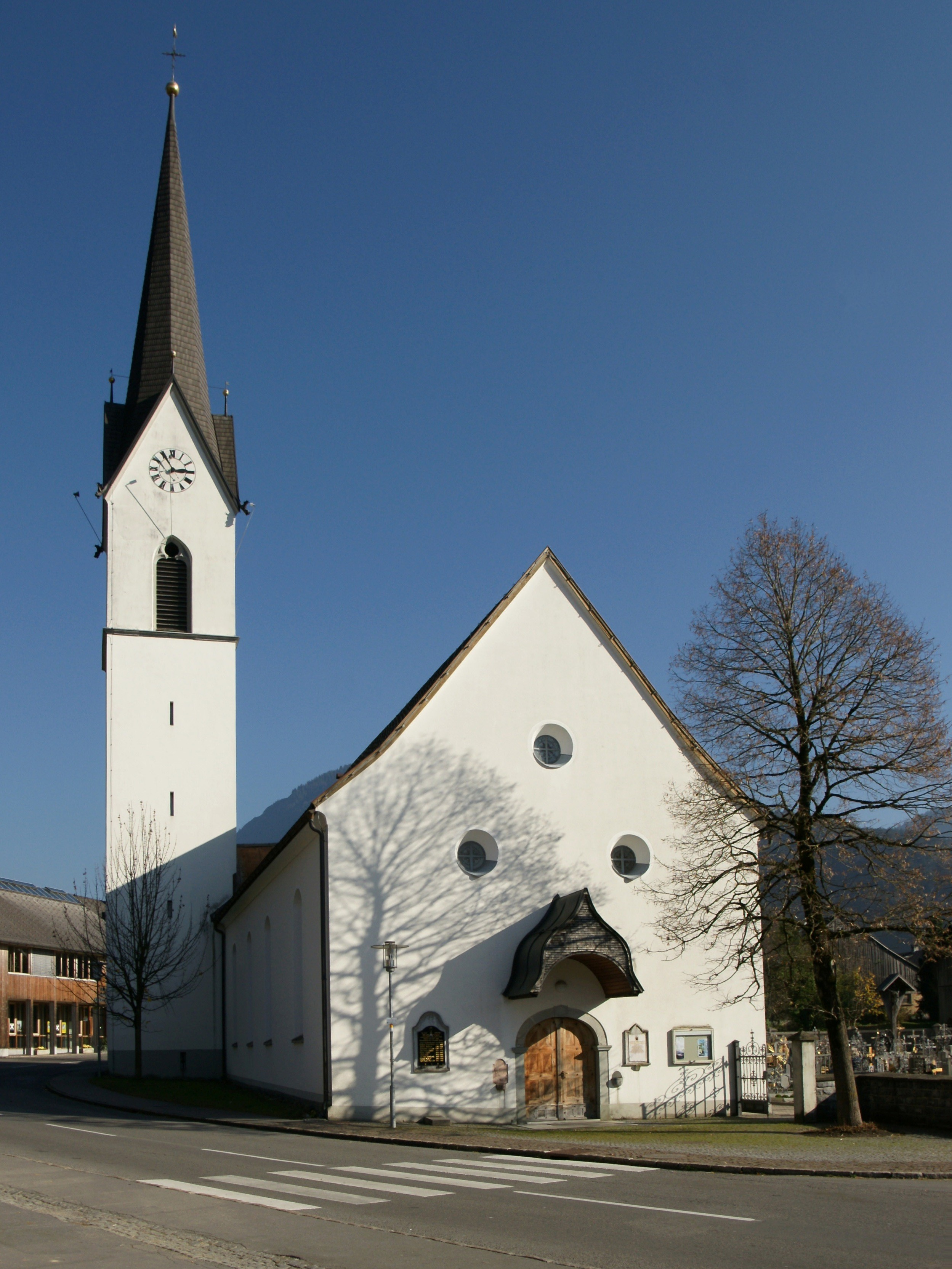
Pfarrkirche Bizau

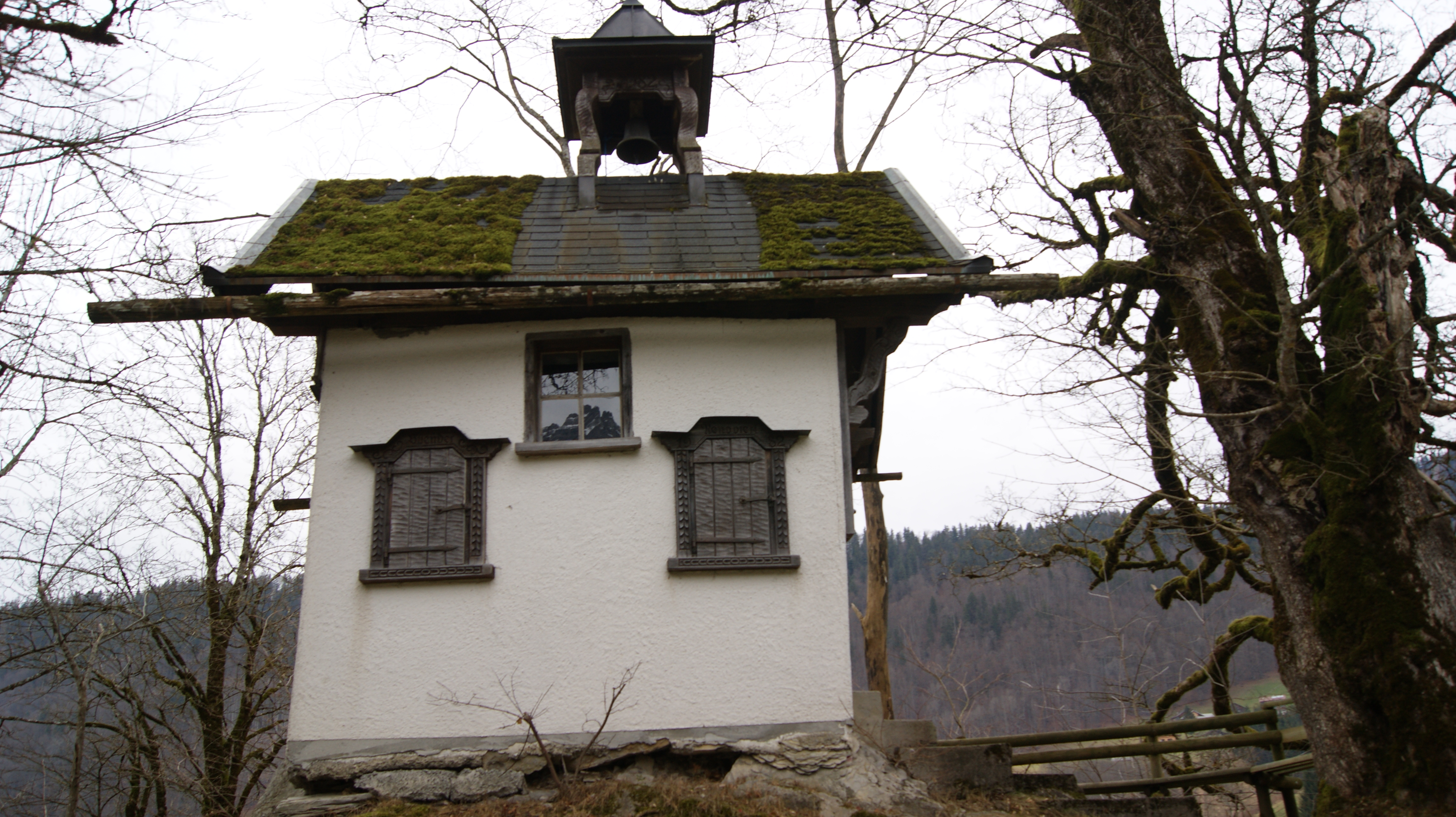
Kapelle Bildbühl

- Katholische Pfarrkirche Bizau hl. Valentin: Die Pfarrkirche befindet sich im Kirchdorf und geht bis auf das Jahr 1472 zurück. Die frühere Kapelle wurde über die Jahrhunderte immer weiter zur Kirche ausgebaut und mit einem Geläut ausgestattet.
- Kapelle Bildbühl: Die Kapelle aus dem 17. Jahrhundert befindet sich etwa 750 m von der Dorfmitte von Bizau auf dem Bildbühl (710 m ü. A.).

- Wetzsteinhöhle: Die Höhle befindet sich in der Flurparzelle Steinbruch (mitten im Wald auf etwa 700 m) in der Nähe des Barfußpfades im Bizauer Moos. Unterhalb der Wetzsteinhöhle fließt der Hüttbach.
- Es gibt den Barfußpfad Bizauer Moos, welcher vom Ort heraus erreichbar ist. Darauf können die unterschiedlichen Bodenarten und Gräserarten erwandert und im angrenzenden Bachbett des Ulvenbachs die Lebensräume verschiedener Wasserpflanzen und Wasserlebewesen erkundet werden.
- Hirschbergbahnen Bizau: 1970 kam auch in Bizau der touristische Aufschwung mit dem Bau der Hirschbergbahnen an. Auf 1436 m wurde ein Panoramarestaurant von Leopold Kaufmann geplant und errichtet. Hierbei wurde die mit der Bahn verbundene Kreisbewegung zur Grundlage des Entwurfs genommen. In den weiteren Jahren wurde von der Bizauer Schiliftgesellschaft m.b.H. & Co. KG drei weitere Schlepplifte sowie die Sommerrodelbahn errichtet. Aufgrund eines Konkursverfahrens sind die Bahnen derzeit außer Betrieb.

## Wirtschaft und Infrastruktur
Am Ort gab es im Jahr 2003 23 Betriebe der gewerblichen Wirtschaft mit 123 Beschäftigten und 8 Lehrlingen. Lohnsteuerpflichtige Erwerbstätige gab es 407. Tourismus und Fremdenverkehr – im Besonderen die Sommerrodelbahn am Hirschberg – sind wichtig für den Ort. Im Tourismusjahr 2001/2002 gab es insgesamt 31.084 Übernachtungen.

### Wirtschaftssektoren
Von den 53 landwirtschaftlichen Betrieben des Jahres 2010 wurden 21 im Haupt-, 25 im Nebenerwerb, 2 von Personengemeinschaften und 5 von juristischen Personen geführt. Im Produktionssektor arbeiteten 100 Erwerbstätige im Bereich Herstellung von Waren und 7 in der Bauwirtschaft. Die wichtigsten Arbeitgeber des Dienstleistungssektors waren die Bereiche soziale und öffentliche Dienste (45), Beherbergung und Gastronomie (31), Verkehr (30) und freiberufliche Dienstleistungen (29 Mitarbeiter).
| Wirtschaftssektor            | Anzahl Betriebe | Anzahl Betriebe | Erwerbstätige | Erwerbstätige |
| Wirtschaftssektor            | 2011            | 2001            | 2011          | 2001          |
| ---------------------------- | --------------- | --------------- | ------------- | ------------- |
| Land- und Forstwirtschaft 1) | 53              | 60              | 33            | 20            |
| Produktion                   | 19              | 16              | 107           | 89            |
| Dienstleistung               | 53              | 37              | 187           | 142           |

1) Betriebe mit Fläche in den Jahren 2010 und 1999

### Arbeitsmarkt, Pendeln
Im Jahr 2011 lebten 510 Erwerbstätige in Bizau. Davon arbeiteten 178 in der Gemeinde, knapp zwei Drittel pendelten aus. Von den umliegenden Gemeinden kamen 149 Menschen zur Arbeit nach Bizau.

### Bildung
In Bizau gibt es einen Kindergarten und eine Schule mit (Stand im Januar 2003) 60 Schülern.

## Politik

### Gemeindevertretung
In Vorarlberg wählen die Bürger alle fünf Jahre die Mitglieder der Gemeindevertretung durch Ankreuzen eines Listen-Wahlvorschlages bzw. durch Mehrheitswahl wenn kein Listenvorschlag vorliegt. Weiters den Bürgermeister durch Ankreuzen eines Wahlvorschlages.
Die Gemeindevertretung wählt in der konstituierenden Sitzung aus ihrer Mitte – sofern keine Wahl durch die Bürger zustande kam – gemäß § 61 Gemeindegesetz einen Bürgermeister und dann einen mindestens dreiköpfigen Gemeindevorstand. Die Zahl dieser „Gemeinderäte“ darf aber gemäß § 55 den vierten Teil der Zahl der Gemeindevertreter nicht übersteigen.
Der Bürgermeister führt den Vorsitz bei den generell öffentlichen Sitzungen der Gemeindevertretung, in denen kommunale Belange besprochen und Beschlüsse gefasst werden. Beobachter haben kein Mitspracherecht und kein Stimmrecht. Die Gemeindevertretung kann nach Bedarf Ausschüsse bestellen. Sitzungen des Gemeindevorstandes und der Ausschüsse sind nicht öffentlich.

#### Sitzverteilung nach den Wahlen
- Gemeindevertretungswahlen 1985: Bizauer Liste 12.[11]
- Gemeindevertretungswahlen 1990: Bizauer Liste 12.[12]
- Gemeindevertretungswahlen 1995: Bizauer Liste 8, Bürgerliste Bizau 4.[13]
- Die Wahl der Gemeindevertreter erfolgte bei den Wahlen 2000, 2005, 2010, 2015, 2020 und 2025 mangels wählbarer Listen per Mehrheitswahl.[14][15][16][17][18][19]

### Bürgermeister
- 1945–1945 Jakob Gmeiner[20]
- 1945–1946 Jakob Ratz[20]
- 1946–1965 Jakob Mohr[20]
- 1965–1987 Alois Kaufmann[20]
- 1987–1990 Franz Meusburger[20]
- 1991–1995 Georg Übelher[20]
- 1995–2010 Josef Moosbrugger[20]
- 2010–2020 Josef Bischofberger[21]
- 2020–2025 Norbert Greussing[22][23]
- seit 2025 Bernd Feuerstein[24][25]

### Wappen
Das Wappen der Gemeinde Bizau wurde am 16. Februar 1929 von der Vorarlberger Landesregierung verliehen und zeigt in einem von Silber über Rot geteilten Schild sich aus grünem Rasenboden erhebend drei natürliche Tannen. Die mittlere Tanne etwas höher als die beiden äußeren. In der Originalfassung umgibt den Schild eine ornamentierte bronzefarbige Randeinfassung. Die (entwurzelte) Tanne war ein Symbol, welches in früherer Zeit fast alle Bregenzerwälder Gemeinden geführt haben.

## Persönlichkeiten

### Söhne und Töchter der Gemeinde
- Gebhard Wölfle (1848–1904), Schriftsteller
- Peter Moosbrugger (1924–2007), Politiker (ÖVP) und Landwirt
- Josef Moosbrugger (* 1950), Politiker (ÖVP)
- Herbert Meusburger (1953–2023), Bildhauer